# Manumit School
Die Manumit School wurde 1924 von William Mann Fincke (* 1. Januar 1878 in New York City; † 31. Mai 1927 in New York City) und dessen Frau, Helen Hamlin, als christlich-sozialistisches (aber überkonfessionelles) und koedukatives Internat in Pawling im Bundesstaat New York gegründet und als Grundschule auf einer Farm betrieben. Der Name Manumit stammt aus dem Lateinischen und bedeutet „von der Sklaverei befreien“. Die Schule spielte in der zweiten Hälfte der 1930er Jahre eine Rolle bei der Betreuung der jüdischen Kinder, die als Flüchtlinge aus Europa in die USA gekommen waren.

## William Mann Fincke (Senior)
Fincke hat an der Yale University studiert und war ein bekannter Footballer. 1901 beendete er sein Studium und arbeitete danach mehrere Jahre für die Schifffahrtsgesellschaft seines Vaters und im Transportgewerbe. Am 8. Januar 1902 heiratete er Helen Hamlin. Das Ehepaar hatte drei Kinder, darunter als ältestes William Mann Fincke, Jr., 1902 Bachelor-Absolvent der Columbia University, der später die Nachfolge seines Vaters antrat.
Von 1908 bis 1911 absolvierte Fincke eine theologische Ausbildung und wirkte von 1912 bis 1917 als presbyterianischer Pfarrer in einer Kirche in Greenwich (New York). 1917 wurde er von seiner Gemeinde entlassen, nachdem er in einer pazifistischen Predigt sich dagegen ausgesprochen hatte, den Ersten Weltkrieg, dem die Vereinigten Staaten zuvor beigetreten waren, als einen Kampf für Freiheit und Demokratie zu betrachten.
Fincke wurde trotz seiner pazifistischen Gesinnung noch 1917 Private in den  Sanitätscorps der US-Army einberufen und nach Europa verschickt. Im Januar 1918 schied er aus dem Militärdienst aus.
Vom April 1918 bis in den Juni 1919 wirkte Fincke als Direktor des Labor Temple in New York. Danach engagierte er sich beim Aufbau des Brookwood Labor Colleges, dem ersten Arbeiter-College in den USA. Die Schule wurde von der Gewerkschaft, der American Federation of Labor, unterstützt. Parallelen zu der 1921 in Frankfurt am Main gegründeten Akademie der Arbeit sind kaum zu übersehen.
Finckes Engagement in Brookwood dauerte nur bis 1922. Von nun an widmete er sich zusammen mit seiner Frau dem Aufbau der Manumit School, die 1924 eröffnet wurde. Er musste sich allerdings schon 1926 von der Schulleitung zurückziehen und starb nach zweijähriger Krankheit 1927 an Leukämie. Er wurde auf dem Gelände der Manumit School begraben.

## Kurze Geschichte der Manumit School
Die beiden Finckes gründeten die Schule auf einem von ihnen erworbenen Farmland. Sie zeichnete sie sich von Anfang an durch eine große Nähe zur amerikanischen Arbeiterbewegung aus und firmierte offiziell als „Manumit School for Workers' Children“. Der Unterricht sollte eine „progressive“ „Arbeiterbildung“ in einer Zeit des sich verstärkenden sozialistischen Optimismus in Amerika gewährleisten. Ähnlich beschreibt es auch Scott Walter: 

„Manumit wurde von seinen Unterstützern als eine Allianz zwischen fortschrittlicher („progressive“) Arbeit und fortschrittlicher Bildung beschrieben. Die Schule war in den Traditionen und Praktiken der fortschrittlichen Erziehung und der Arbeiterbildung verwurzelt. Manumit teilte mehrere Merkmale mit anderen alternativen Schulen der Progressive-Era, unterscheidet sich aber durch die offene Allianz mit der Arbeiterbewegung und durch ihre frühe Verpflichtung zu dem, was später als Kritische Erziehungswissenschaft bezeichnet wurde, von ihnen.“

Unter Bezug auf die Historikerin Katherine Moos Campell beschreibt Walker den experimentellen und kommunitarischen Charakter vieler „progressiver Schulen“, die zu Beginn des 20. Jahrhunderts in den USA gegründet worden waren, und die – Manumit eingeschlossen – pädagogisch am Dalton Plan von Helen Parkhurst, der Projekt-Methode und an John Dewey orientiert waren. Obwohl sich in dieser Beschreibung keine Verweise auf deutsche Quellen oder Vorbilder finden, könnte man problemlos Verbindungslinien zur deutschen Reformpädagogik und der durch sie geprägten Landerziehungsheim ziehen. Hier liegt sicher auch ein Grund, weshalb Ingrid Warburg Spinelli, wie noch zu zeigen sein wird, ausgerechnet mit der Manumit School in Verbindung trat. Allerdings gab es auch Akzente, die in der Form den deutschen Landerziehungsheimen eher fremd waren. Das wird deutlich in einem Statement von Nellie Marguerite Seeds (1886–1946), die von 1928 bis 1933 Direktorin der Manumit School war:

„Die Manumit School ... ist von anderen kreativen und aktiven Schulen in einem wichtigen Aspekt zu unterscheiden. Sie zielt darauf ab, Individuen mit dem Wissen, der Inspiration, der Kraft auszustatten, die notwendig ist, um eine soziale Ordnung auf der Grundlage einer angemessenen Wertschätzung der Arbeit zu schaffen, die neue Bildungsbewegung der amerikanischen Arbeiterbewegung zu erklären und sie für eine Aufwertung der Kindererziehung zu interessieren. Mit anderen Worten, sie zielt darauf ab, eine Versuchsschule der amerikanischen Arbeiterbewegung zu werden.“

 Damit wäre die Manumit School in Deutschland allenfalls beim Landerziehungsheim Walkemühle anschlussfähig gewesen.

Die Nähe der Manumit School zur Arbeiterbewegung zeigte sich nicht nur darin, dass in ihren Verwaltungsgremien Gewerkschaftsführer und Vertreter der amerikanischen Linken stark vertreten waren, sondern dass auch die Schüler eine große Nähe zur Arbeiterschaft hatten. Seeds bringt das abermals in Abgrenzung gegenüber anderen „alternativen“ Schulen klar zum Ausdruck, wie Scott Walter referiert: 

„Seeds sprach eine verbreitete Kritik an progressiven Alternativschulen an, als sie feststellte, dass ‚[die meisten] experimentellen Schulen als Schulen für die Kinder der Wohlhabenden‘ begonnen haben, aber, wie sie anderweitig geschrieben hat, ‚war [es] Bill Finckes Vision, dass die Manumit School diese freien Unterrichtsformen den Kindern der Arbeiter anbieten sollte, zu einem Preis, den alle sich leisten konnten.‘ Vermutlich allein unter allen zeitgenössischen Alternativschulen, bestand nur bei der Manumit während des ersten Jahrzehnts ihres Bestehen die Schülerschaft  weitgehend aus Kindern aus der Arbeiterklasse: von 28 Schülern, die im Frühjahr 1925 eingeschrieben waren, waren 20 waren aus Arbeiterfamilien, von 32 Schülern, die im Frühjahr 1928 unterrichtet wurden, kamen 25 aus Arbeiterfamilien, und von 56 Schülern, die im Frühling 1931 eingeschrieben waren, kamen 41 aus Familien  der Arbeiterklasse.“

Um das zu ermöglichen, musste ein sehr differenziertes Bezahlsystem praktiziert werden. Fincke ging von $ 665 als Jahresschulgeld aus, für Kinder von Gewerkschaftsmitgliedern aber betrug es nur $ 270 oder, wenn nicht anders möglich, noch weniger. Andere Eltern zahlten freiwillig $ 1000, so dass im Jahr 1930 für die Mehrheit der Schüler ein Schulgeld von $ 500 anfiel. Zusätzlich gab es aber auch noch Unterstützung durch die Gewerkschaften, die das Schulgeld weiter minderten.
Eine weitere Besonderheit der Schule war es, dass sie nicht nur den Kindern aus der Arbeiterklasse offenstehen sollte, sondern sowohl ihre Schüler als auch ihre Lehrkräfte dazu anhielt, aktiv für einen sozialen Wandel zu kämpfen. Bei den Schülern konnte das so aussehen, dass sie einen Teil ihres wöchentlichen Essensgeldes für soziale Aktivisten spendeten, während Lehrer sich aktiv in soziale Kämpfe außerhalb der Schule einmischten. Sie unterstützten fortschrittliche Summer Schools für die Kinder streikender Arbeiter oder versuchten, ihren pädagogischen Ansatz auch im Nachmittagsunterricht für Arbeiterkinder in New York zu etablieren.

Zusammenfassend beschreibt Scott Walter das pädagogisch-politische Konzept der Manumit School folgendermaßen: 

„Indem sie Kinder mit drängenden gesellschaftlichen Fragen vertraut machen und ihnen ermöglichen, sie durch akademische Projekte zu bearbeiten, indem sie Kindern Zugang zu den politischen Perspektiven der Arbeit und der Linken gewähren und durch das Strukturieren des Gemeinschaftslebens durch demokratische Partizipation sowohl in der Bildungspolitik als auch in der Pflege des Gemeinschaft, folgerte Seeds, Manumit bereite eine Generation von Kindern vor, die als Erwachsene in der Lage wären, zur Unterstützung des sozialen Wandels beizutragen.
Die Manumit-Schule war in einem Umfeld der kritischer Pädagogik gegründet worden, das sich gegen das einseitige soziale Klassensystem des öffentliche Schulsystems richtete und gegen die Art und Weise, wie dieses Systems ähnliche Strukturen in der amerikanischen Gesellschaft spiegelte und dazu beitrug, sie zu reproduzieren. Lange bevor die progressiven Pädagogen anfingen zu fragen, ob die Schule dazu beitragen könnte, eine neue Gesellschaftsordnung herbeizuführen, praktizierte Manumit den ‚social reconstructionism‘. Ein früher Werbeflyer für die Schule fragte die Eltern, ob sie wollten, dass ihre Kinder aufwachsen würden ‚um Männer und Frauen zu werden, die für sich selbst denken, auf ihren eigenen Füßen stehen und gegen Ungerechtigkeit und Unterdrückung kämpfen?‘ Durch die Bereitstellung einer Atmosphäre, in der die Schüler die gesellschaftlichen Fragen des Tages benennen (und sogar entsprechend handeln), hofften die Manumit-Gründer, zu den größeren Kämpfen beizutragen, die von der Arbeiterbewegung und von anderen linken Organisationen geführt wurden.“

## DasProgressive School Committee for Refugees' Children
1933, nach Nellie Marguerite Seeds Zeit als Direktorin der Manumit School, übernahm William Mann Fincke jr. zusammen mit seiner Frau Mildred die Schulleitung. Beide waren „experienced with ‚experimental/progressive‘ education in NYC“, doch um die Schule scheint es zu diesem Zeitpunkt nicht besonders gut bestellt gewesen zu sein: Sie war hochverschuldet und es gab nur noch ein halbes Dutzend Schüler. Inwieweit sie sich in den Folgejahren wieder erholte, verschweigt die Schulchronik, und deren nächster Eintrag betrifft dann das Jahr 1938: Progressive Schools’ Committee for Refugee Children unter der Leitung von Mildred und William Fincke gebildet. Mindestens 23 jüdische Flüchtlingskinder besuchten Manumit. Manumits ‚Kontakte zu europäischen Untergrund- und Widerstandsgruppen und zu jüdischen Gruppen, beides zurückreichend in das Jahr 1935, spätere Kontakte zu britischen Gruppen (während des Blitz von 1940), steigerten stark die Anmeldungen durch interessante evakuierte Kindern.‘
An diesem Punkt kommt nun Ingrid Warburg Spinelli ins Spiel, die in ihrem Buch Erinnerungen. Die Dringlichkeit des Mitleids und die Einsamkeit, nein zu sagen. ausführlich auf die Arbeit des Progressive School Committee for Refugees' Children als einer von ihr ideell und finanziell unterstützen Hilfsorganisation für jüdische Kinder eingeht, die aus Deutschland, Polen und der Tschechoslowakei heraus- und in den USA in Sicherheit gebracht worden waren. Sehr interessant an diesem Komitee ist, dass sich mit Warburg Spinelli, die sich seit 1936 in den USA aufhält, mit dessen Arbeit bewusst von der der German Jewish Children’s Aid absetzt, die als die „offizielle“ jüdische Hilfsorganisation gelten kann.
Warburg Spinelli kritisierte das, was später auch als Fehlentwicklung bei den Kindertransporten nach England beschrieben wurde: den oftmals zu Lasten der Kinder herbeigeführten völligen „Bruch[…] mit ihrer Herkunft und ihrem kulturellen Umfeld“.

Warburg Spinelli kritisierte die Überzeugung vieler Helfer, „dass die Kinder, um sich in Amerika wirklich assimilieren zu können, so viel wie möglich von ihrer europäischen Vergangenheit und vor allem den Kontakt zu Freunden und Verwandten in Europa aufgeben sollten“. Was sie vor diesem Hintergrund gesehen und erlebt hat, beschreibt sie recht plastisch:

„Ich war entsetzt darüber, wie diese Kinder, die aus den unterschiedlichsten sozialen Schichten kamen, plötzlich zu einer Einheit, den »Flüchtlingen«, zusammengefaßt wurden. Ohne Rücksicht auf ihre Herkunft aus liberalen oder orthodoxen, bürgerlichen oder Arbeiterfamilien zu nehmen, wurden sie von den amerikanischen Sozialarbeitern wahllos in Familien untergebracht. Auf meinen Besuchen bei diesen Familien fand ich Kinder assimilíerter Eltern in jiddisch sprechenden, orthodox-zionistischen Häusern oder Kinder aus armen Verhältnissen bei sehr reichen Leuten, deren eigene Kinder oft unvorstellbar grausam zu den »Eindringlingen« waren.“

Die Ursache hierfür sieht Warburg Spinelli bei den die Kinder betreuenden Sozialarbeitern, die eine starre und unbewegliche Sozialarbeit praktiziert hätten, normalerweise mit unterprivilegierten Kindern befasst waren, und „darum nicht viel Verständnis für diese Kinder, die aus gutbürgerlichen Elternhäusern kamen“, aufgebracht hätten.  Anknüpfend an ihre eigenen Erfahrungen mit Landschulheimen in Deutschland – sie war Schülerin in der Schule Schloss Salem gewesen – und mit Heimen der Jugend-Alijah suchte sie stattdessen für die Geflüchteten nach einem Weg, der diesen eine „Ruhepause und genügend Zeit zum Erlernen der Sprache und zur Arbeitssuche“ verschaffen könnte.
Der Weg, den Warburg Spinelli suchte, führte sie zu William Mann Fincke jr. und der Manumit School. Wie die Verbindung zu Stande kam, beschreibt sie nicht, doch sie schilderte, dass sie ihn über ihre Probleme mit der bisherigen Betreuung der jüdischen Flüchtlingskinder unterrichtet habe, und er sich danach bereiterklärt habe, „mit verhältnismäßig großen Stipendien eine Gruppe von Kindern in seine Schule aufzunehmen. Die jährlichen Kosten von 500 Dollar pro Kind bedeuteten, daß die Gehälter der Lehrer gekürzt werden mußten. Mit Finks Hilfe interessierten wir eine Reihe anderer progressiver Farmschulen für das Projekt und schufen so das »Progressive School Committee for Refugees' Children« Das notwendige Geld für dieses Komitee habe ich mehrere Jahre lang alleine zusammengebracht.“

Wenn man von den oben schon erwähnten 23 Flüchtlingskindern ausgeht, die zeitweilig die Manumit School besuchten, kann man ermessen, um welche beachtliche Summen es bei diesem Projekt ging. Dass Warburg Spinelli sagt, dass sie diese Gelder weitgehend alleine aufgebracht habe, war nur möglich durch ihre Einbindung in die wohlhabende und weitverzweigte Bankiers-Familie Warburg (Unternehmerfamilie), so dass sie ohne weiteres von sich sagen konnte: Ich hatte „keinerlei ökonomische Probleme, sondern genoß eine große finanzielle Unabhängigkeit“. Und sie schildert auch sehr eindrücklich, wie diese zwei Welten, Mitglied einer wohlhabenden Familie versus Arbeit für notleidende Flüchtlingskinder, manchmal unverhofft aufeinander treffen:

„An einem Samstagmorgen kam Onkel Felix einmal in mein Zimmer, als ich noch im Bett lag, und fragte mich, ob ich mit ihm ins Landhaus »Woodlands« zu Tante Frieda fahren wollte. Ich sagte, ich sei ein wenig müde und könne nicht mitkommen, da ich bis zum Abend noch etwa 300 Dollar auftreiben müsse. Ich war mehrere Jahre lang die einzige Geldbeschaffungsquelle des »Progressive School's Committee for Refugee Children«, das wir gegründet hatten. Daraufhin nahm Onkel Felix sein Portemonnaie und streute so lange Dollarscheine auf mein Bett, bis da 300 Dollar lagen. Dabei sagte er: »Manchmal darf man etwas tun, ohne lange zu überlegen, nur für das eigene Vergnügen. Jetzt kannst du mit mir kommen.«“

Über die Arbeit des Progressive School Committee for Refugees' Children sind wenige Informationen vorhanden. Ob es mehr als die schon erwähnten 23 Kinder betreut haben, muss ebenso offen bleiben wie die Frage, welches die anderen Farm Schools waren, die an dem Projekt mitgewirkt haben sollen. Auch über die Personen, die außer Warburg Spinelli die Arbeit des Komitees unterstützten, gibt es nur vage Hinweise. Warburg Spinelli erwähnt Trude Pratt und Lotte Kaliski, die sie 1938 kennengelernt habe. Mit Kaliski teilte sie „eine ähnliche Vorstellung von möglicher Hilfe für die »Refugees«“, was angesichts Kaliskis eigener Vergangenheit als Gründerin der Privaten Waldschule Kaliski nicht weiter verwundert. So verbleibt abschließend nur noch ein Verweis, auf das, was die Manumit School für die Flüchtlingskinder leisten konnte und geleistet hat: 

„Die Unterbringung der Kinder in einer neutralen, aber pädagogisch geschulten Umgebung war entscheidend und wirkte Wunder. Besonders gefährdete Kinder wurden oft Monate lang »in Ruhe gelassen« und bekamen nur Verantwortung für die Tiere zugeteilt. im Rhythmus der Natur und mit dem Gefühl, daß ein lebendiges Wesen, ein Schaf, ein Kalb, von ihnen abhing, haben diese Kinder, die zum Teil unvorstellbare Grauen erlebt hatten und jeden Kontakt zur Außenwelt verweigerten, wieder Vertrauen zu anderen Menschen gefaßt.“

Das Progressive School Committee for Refugees' Children hat nach Aussage von Warburg Spinelli ohne Unterbrechung von 1937 bis 1945 gearbeitet. 1942 wurde ein „Board“ eingerichtet, dem neben der schon erwähnten Trude Platt auch deren prominente Freundin Eleanor Roosevelt angehörte. Weitere Mitglieder waren eine Mrs. David Heyman, Bethsabée de Rothschild und Mary Jayne Gold; Schatzmeister wurde Levi Hollingsworth Wood, ein Anwalt und Quäker. Für Warburg Spinelli selber verlagerten sich allerdings allmählich die Schwerpunkte ihrer Arbeit:

„Ich konnte mich nicht mehr so intensiv um das Komitee kümmern, seit ich ab 1941 Mitarbeiterin des »Emergency Rescue Committee«
geworden war. Im Iuni 1945 haben wir die Organisation praktisch aufgelöst und uns nur noch um einige wenige Kinder gekümmert, mit denen es noch Probleme gab. Die meisten der von uns betreuten Kinder haben sich in den USA eine überdurchschnittlich erfolgreiche Existenz schaffen können. In den letzten Kriegsjahren sind es vor allem Kinder von Antifaschisten gewesen, die im Kampf umgekommen Waren. Wenn auch nur eines dieser Kinder seine Erbschaft an Kampfesmut und -willen, von der Mrs. Roosevelt sprach, für den Aufbau eines besseren Europa, wohin viele zurückwollten, eingesetzt hat, dann hat sich unsere Arbeit wirklich gelohnt.“

## Zur weiteren Geschichte der Manumit School
In der historischen Übersicht der Manumit School findet das Progressive School Committee for Refugees' Children nach dem Eintrag zum Jahr 1938 keine Erwähnung mehr. Auch in der Dokumentensammlung oder den erweiterten historischen Darstellungen findet sich dazu nichts. In Anlehnung an die „Brief Chronology of Manumit School“ erfolgt nachfolgend ein zusammenfassender Überblick über die weitere Geschichte der Schule:
- 1942: Die Elementary School wird um die ersten beiden Jahrgangsstufen einer High School erweitert.
- 1943: William I. Stephenson wird Direktor, während William Mann Fincke jr. an die Yale University geht, um dort zu promovieren.
- 1943: am 25. Oktober zerstört ein Feuer das Hauptgebäude der Schule und vernichtet die meisten Unterlagen.
- 1944: Zusammen mit seiner Frau übernimmt William Mann Fincke wieder die Schulleitung. Die Schule wird nach Bristol in Pennsylvania verlegt. Fincke zeichnet ein recht positives Bild von der Schule: “The staff is as cosmopolitan as the student body. It … has included Chinese, Nisei, American Negro, American Indian, English, Czechoslovakian, Scandinavian…German and Austrian anti-nazis [sic.] along with many members of the so-called old American group…. Judaism, Catholicism, Quakerism and Ethical Agnosticism as well as Protestantism are stimulatingly included in the backgrounds…”
- 1947: Benjamin Green Clark Fincke, Sohn von William Mann Fincke Sen., und seine Frau Magdalene (“Magda”) Joslyn werden Co-Direktoren.
- 1949: Die High School wird um die obere Jahrgangsstufe erweitert.
- 1950: Angeregt durch eine Dissertation entscheidet sich die Schulgemeinde zu einem langfristig angelegten „Work Project“ zur Weiterentwicklung der Schule.
- 1951: Der erste High-Schul-Abschluss findet statt.
- 1954: Benjamin Green Clark Fincke zieht sich aus der Schulleitung zurück. Co-Direktor wird John A. Lindlof, der bereits Schüler in Pawling und Lehrer in Bristol gewesen war.
Mitte der 1950er Jahre sieht sich die Schule auf einem guten Weg zu einer gemischtrassischen Schule und verweist auf einen Anteil von 14 % schwarzen Schülern.
- 1956: Offene Angriffe von außen auf die Schule beginnen: Es gibt Inspektionen wegen angeblicher Brandgefahren. Der Verdacht besteht, dass dahinter lokale politische Machenschaften stecken, weil die Schule in einem Umfeld liegt, in dem neue Wohnungsbauprojekte realisiert wurden und das Schulgelände für Projektentwickler interessant sein könnte. Auch gibt es Missfallen bei einem Teil der Bevölkerung wegen der gemischtrassischen Ausrichtung der Schule.
- 1957/1958: Der Schule wird die Lizenz entzogen, die aber durch eine übergeordnete Behörde 1958 noch einmal erneuert wird.
Ob die Schule noch mal ihre Arbeit aufgenommen hat, lässt die Chronik offen. Vermerkt ist nur noch, dass die Immobilie im August 1968 verkauft wurde.
- 1963: William Mann Fincke Jr. stirbt am 1. April 1968 in Stonington.
- 2005: Seit dem Jahr stehen viele ehemalige Manumit-Schüler über das Web miteinander in Kontakt.
- 2007: Am 26. September fand ein Treffen ehemaliger Schüler statt.

Das Copyright für die Webseite der Manumit School liegt seit 2013 bei der Manumit School Alumni Foundation. Neuere Aktivitäten sind nicht bekannt.